# Leptoria irregularis
Espèce
Statut CITES
Leptoria irregularis est une espèce de coraux appartenant à la famille des Merulinidae ou à la famille Faviidae.